# Pavel Badea
Pavel Badea (sinh ngày 10 tháng 6 năm 1967) là một cầu thủ bóng đá người Romania.

## Đội tuyển bóng đá quốc gia Romania
Pavel Badea thi đấu cho đội tuyển bóng đá quốc gia Romania từ năm 1990 đến 1992.

## Thống kê sự nghiệp
| Đội tuyển bóng đá România | Đội tuyển bóng đá România | Đội tuyển bóng đá România |
| Năm                       | Trận                      | Bàn                       |
| ------------------------- | ------------------------- | ------------------------- |
| 1990                      | 3                         | 1                         |
| 1991                      | 4                         | 0                         |
| 1992                      | 2                         | 1                         |
| Tổng cộng                 | 9                         | 2                         |